# Solange Macamo
Solange Laura Macamo é professora de Arqueologia e Gestão do Património, no Departamento de Arqueologia e Antropologia da Universidade Eduardo Mondlane, Moçambique. De 2010 a 2016 foi também directora da Direcção Nacional do Património Cultural, do Ministério da Cultura e Turismo de Moçambique.

## Carreira
Macamo é professora de arqueologia e património em Moçambique. Ela fez o doutoramento sobre a arqueologia no sul de Moçambique, do século XIII ao século XVIII na Universidade de Uppsala.   Ela interessa-se pelo estudo da cerâmica do distrito de Massangir, onde as variações no estilo da cerâmica reflectem as migrações pela região. Ela trabalhou em locais com arte rupestre em Moçambique considerando-os como paisagens culturais.  Macamo interessa-se em particular pela região geográfica da Bacia do Rio Zambeze.  Macamo também trabalha a arqueologia das paisagens urbanas de Moçambique.  Ela  defendeu fortemente a protecção do património arqueológico subaquático de Moçambique. 
Macamo é investigadora e coordenadora regional do projecto 'Rising From the Depths', financiado pelo AHRC  que estuda  o património costeiro da África Oriental.   Ela deu palestras internacionais sobre o património cultural de Moçambique. 

### 'Lugares Privilegiados'
A pesquisa de Macamo focou-se na apresentação do modelo teórico 'lugares privilegiados' e como este pode ser adaptado a Moçambique, nomeadamente em locais como Manyikeni, Niamara, Songo e Degue-Mufa.  
Macamo foi a primeira pessoa a introduzir a análise de género no estudo dos locais.  Isto está patente no seu trabalho de investigação sobre Niamara e Magure, em que o primeiro local representa o homem por ficar numa colina e Magure uma mulher por ficar num vale.  O foco deste trabalho são as identidades pré-coloniais baseadas não apenas nos edifícios de pedra, mas no acesso às comunicações, recursos e outros factores. 

### Directora do Património Cultural
Em 2007, enquanto directora adjunta do Património Cultural, Macamo juntou as competências portuguesas e japonesas na gestão do património para construir um modelo de apoio ao Património Mundial, a Ilha de Moçambique.  Muito do seu trabalho na Ilha concentrou-se sobre como envolver as comunidades locais, na protecção e interpretação do seu património cultural.  Enquanto foi directora, ela foi co-autora de um relatório que examinava o progresso na gestão do património cultural em Moçambique ao longo de 20 anos e que reconhecia os seus desafios e oportunidades. 
Em 2015, ela participou como delegada na 20ª sessão da Assembleia Geral do Património Mundial da UNESCO. 
Em 2017 Macamo partilhou a experiência de construção da prática cultural em Moçambique com o programa “Agendas Africanas”.  No seu trabalho ela reconheceu a necessidade de a prática cultural ter de ser sustentável, a importância do turismo cultural e que uma das principais prioridades é a preservação do património da luta armada do país. 
 